# Carrie Kelley
Carrie Kelley é uma super-heroína das histórias em quadrinhos de Frank Miller, Batman: The Dark Knight Returns (1986) e suas sequências Batman: The Dark Knight Strikes Again (2001-2002) e The Dark Knight III: The Master Race (2015-2017). Ela se torna a nova Robin em The Dark Knight Returns quando salva a vida de Batman. Mais tarde, em The Dark Knight Strikes Again, ela adota a identidade Catgirl, e em The Dark Knight III: The Master Race, ela adota a identidade Batwoman. Ela foi a primeira mulher a adotar a identidade de Robin em tempo integral na história da franquia Batman, embora Julie Madison tenha se passado por Robin por um breve período em uma história de Bob Kane publicada em Detective Comics #49 em março de 1941.
Carrie foi apresentada em diferentes formas de mídia dentro e fora dos quadrinhos. Ela fez sua estreia em live-action na série de televisão Gotham Knights, interpretada por Navia Robinson.

## Características
Proficiente artista marcial e ginasta, hábil no uso de diversas armas convencionais. Como Robin, utilizava além do uniforme tradicional, óculos verdes.

## História
A primeira aparição de Kelly foi na série limitada aclamada pela crítica 'The Dark Knight Returns. Kelly era então uma estudante de apenas treze que foi salva por Batman. A partir de então, a jovem passa a idolatrar o Cavaleiro das Trevas, economizando dinheiro para criar um uniforme de Robin, esperando um dia tornar-se sua parceira. 

### Moça Gato
Na continuação de Dark Knight Returns, publicada em dezembro de 2001 sob o título The Dark Knight Strikes Again, Carrie (agora com 16 anos) deixa de lado o uniforme de Robin, para assumir uma nova identidade, a da Moça Gato.

## Outras mídias

### Televisão
- Carrie Kelley aparece no episódio "Legends of the Dark Knight" de The New Batman Adventures, com a voz original de Anndi McAfee. Ela é uma jovem no tempo presente que descreve como ela (como Robin) imagina o Batman, já que a fantasia é uma reencenação da luta do Batman com o Líder Mutante.
- A versão Carrie Kelley de Robin aparece no episódio "The Best Robin" de Teen Titans Go!, com a voz original de Menville. Ela faz parte de uma equipe de Robins que acaba sendo consumida pela competição para determinar qual Robin é o melhor.
- Carrie Kelley faz uma participação especial sem créditos no episódio "Barbara Gordon" de Titans, quando ela aparece em um arquivo no Batcomputador para Robins substitutos, incluindo Stephanie Brown e Duke Thomas, que é descoberto por Dick Grayson (Brenton Thwaites) após a morte de Jason Todd (Curran Walters).
- Carrie Kelley aparece na série de televisão Gotham Knights, interpretada por Navia Robinson.[4] Embora sua história de se tornar Robin permaneça intacta, esta versão é a colega de trigonometria do filho adotivo de Bruce Wayne, Turner Hayes, na época em que Bruce foi encontrado morto. Quando Turner é acusado de contratar Harper Row, Cullen Row e Duela no assassinato de Bruce que eles não cometeram, Carrie os salva de alguns policiais corruptos que os queriam mortos antes que pudessem ser presos na Penitenciária de Blackgate. Com Turner se lembrando de Carrie, ela os ajuda a descobrir quem os incriminou.

### Filmes
- A versão Carrie Kelley de Robin aparece na adaptação animada em duas partes de Batman: The Dark Knight Returns,  com a voz original de Ariel Winter.[5]
- A versão Dick Grayson de Robin em The Lego Batman Movie é visualmente baseada nas versões Carrie Kelley e Tim Drake de Robin, com seus trajes visíveis na Batcaverna do Batman.[6]